# Jorge González
Jorge González – meksykański zapaśnik walczący w stylu wolnym. Zdobył brązowy medal na igrzyskach Ameryki Środkowej i Karaibów w 1986 roku.